# Кітри (місто-держава)
Кітри (дав.-гр. Χύτροι, лат. Chytrus) — стародавнє місто давньогрецьке місто, яке знаходиться на західній частині північного берега острова Кіпр. місто згадується в записах на табличках царя Ассирії Асархаддона в 673/2 році до нашої ери, як одно з десяти міст-держав античного Кіпру.